# François Estienne
Franciscus Stephanus Primus (1502-1553) (* Paris, 1502 † Paris, 23 de Junho de 1553) foi Tipógrafo, livreiro e publicador francês, filho de Henri Estienne, o Velho (1460-1520) e irmão de Robert Estienne (1503-1559). Trabalhou com Simon de Colines (1480–1546) que mais tarde se tornaria seu padrasto, e usou a mesma logomarca de seu pai: um vaso com três pés, sobre um livro, montados sobre uma cepa de vinho repleta de frutas.